# Charles Smith (regatista)
Charles Smith   (San Diego, 21 d'octubre de 1889 - 2 de gener de 1969) va ser un regatista estatunidenc que va competir durant la dècada de 1930.
El 1932 va prendre part en els Jocs Olímpics de Los Angeles, on va guanyar la medalla de plata en la categoria de 6 metres del programa de vela. Navegà a bord del Gallant junt a Robert Carlson, Temple Ashbrook, Frederic Conant, Donald Wills i Emmett Davis.